# Société coopérative européenne
Pour les articles homonymes, voir SCE.
Une société coopérative européenne (SCE, du latin : Societas Cooperativa Europaea) est un statut établi en 2003, représentant au niveau de l'Espace économique européen (EEE) des structures coopératives.
Une SCE peut être constituée:
- par au moins cinq personnes et sociétés;
  - qui résident dans au moins deux pays de l’Espace économique européen (EEE; c'est-à-dire l’UE, l’Islande, le Liechtenstein et la Norvège);
  - selon le droit d’un pays de l’UE; et
  - régie par la législation d’au moins deux pays de l’UE;
- par fusion de coopératives constituées selon le droit d’un pays de l’UE et ayant leur siège statutaire et leur administration centrale dans ce pays, si deux d’entre elles au moins relèvent du droit de pays de l’UE différents;
- par transformation d’une coopérative constituée selon le droit d’un pays de l’UE et ayant son siège statutaire et son administration centrale dans l’EEE, si elle a depuis au moins deux ans un établissement ou une filiale relevant du droit d’un autre pays de l’UE.

Un pays de l’UE peut prévoir qu’une entité juridique n’ayant pas son administration centrale dans l’EEE peut participer à la constitution d’une SCE, si:
- elle est constituée selon le droit d’un pays de l’UE;
- elle a son siège statutaire dans ce pays de l’UE;
- elle a un lien effectif et continu avec l’économie du pays de l’UE.